# Volotovo (oblast de Novgorod)
Volotovo (en russe : Во́лотово) est un village de l'établissement rural de Savino, dont il est le chef-lieu, du raïon de Novgorod dans l'oblast de Novgorod. Sa population s'élevait à 218 habitants au recensement de 2010. L'église de la Dormition-sur-les-Champs de Volotovo se situe dans le village.

## Géographie
La localité est située dans l'oblast de Novgorod, un sujet de la Russie européenne, dans le district fédéral du Nord-Ouest. Volotovo est l'une des 201 localités du raïon de Novgorod,, un raïon du nord-ouest de l'oblast. Le centre administratif du raïon et de l'oblast est la ville de Veliki Novgorod.
Volotovo, comme tout l'oblast de Novgorod, est située dans le fuseau horaire MSK (heure de Moscou). Le décalage horaire appliqué par rapport au temps universel coordonné est +03:00.
Volotovo fait partie de l'établissement rural de Savino, une des dix entités municipales du raïon, qui a comme chef-lieu le village Savino.

## Démographie
Recensements (*) et estimations de la population,:
| 2002* | 2010* | - |
| ----- | ----- | - |
| 212   | 218   | - |

En 2002, sur les 212 habitants, il y avait 98 % de Russes.

## Monuments
L'église de la Dormition-sur-les-Champs de Volotovo, un exemple des édifices de l'époque pré-mongole de la Rus', se situe dans le village.